# Хардекнуд
Хардекнуд (дат. Knud 3. Hardeknud, англ. Harthacanute, Canute II; 1018/1019 — 8 июня 1042) — король Дании (с 1035) и Англии (с 1040) из династии Кнютлингов.

## Биография

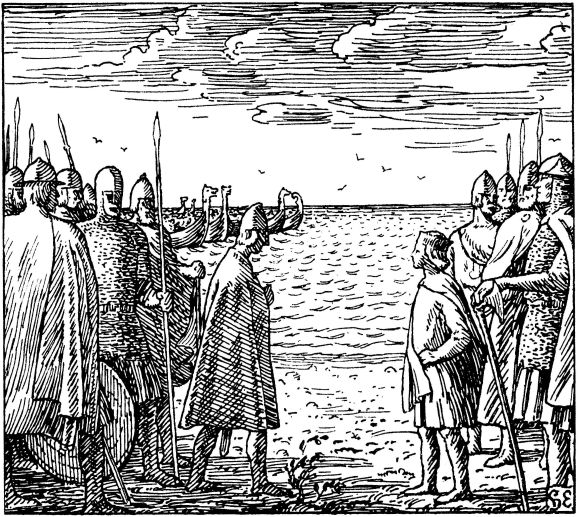
Встреча короля Дании Хардекнуда с Магнусом

Хардекнуд был единственным законным сыном Кнуда Великого от брака с Эммой Нормандской. Кнуд провозгласил его своим наследником в обход старших сыновей, однако после его смерти власть в Англии была захвачена Гарольдом. Хардекнуд в это время находился в Дании и не мог предпринять ответных действий из-за угрозы со стороны Норвегии. После того как между ним и новым норвежским королём Магнусом I Благородным был заключен мир (1038/1039) с соглашением, что если кто-нибудь из них умрёт без наследника, то второй унаследует его трон, Хардекнуд начал готовиться ко вторжению в Англию. Тем временем в марте 1040 года Гарольд I умер, и высадившийся в июне с войском Хардекнуд приказал, согласно Англосаксонской хронике, извлечь его тело и бросить в болото.
Хардекнуд был жестоким и непопулярным правителем, по крайней мере в Англии. Чтобы заплатить прибывшим с ним викингам, он резко увеличил налог («датские деньги»), потребовав выплаты 32 тыс. фунтов, так, что это даже вызвало восстание в Вустере в 1041 году, когда жители города убили хускерлов короля, прибывших собирать налоги. Восстание было жестоко подавлено, а город практически разрушен. История о леди Годиве, проехавшей на лошади обнажённой по улицам Ковентри, относится, вероятно, к этому времени.

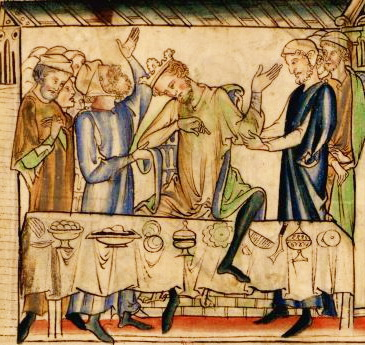
Смерть Хардекнуда

В отношении своей семьи Хардекнуд, наоборот, действовал с заботой и покровительством. Он наказал участников убийства своего единоутробного брата Альфреда Этелинга, а в 1041 году вернул из ссылки в Нормандии другого брата Эдуарда (сына Эммы Нормандской и Этельреда II), сделав его своим соправителем и наследником (возможно, по решению витенагемота).
Хардекнуд не был женат и не имел детей, поэтому, когда в июне 1042 года он внезапно умер на одном из пиров, англичане провозгласили королём Эдуарда, а в Дании развернулась борьба между Магнусом Норвежским и Свеном II.
Вместе с Хардекнудом кончилась эпоха датских королей в Англии.